# Jefferson White
Jefferson White, född 3 november 1989 i Mount Vernon, Linn County, Iowa, är en amerikansk skådespelare.
White har bland annat medverkat i TV-serierna How to Get Away with Murder (2015-2016), Aquarius från 2016 och Yellowstone.

## Filmografi (i urval)
- 2015–2016 – How to Get Away with Murder (TV-serie)
- 2016 – Aquarius (TV-serie)
- 2018–2023 – Yellowstone (TV-serie)